# Cryptachaea kaspi
Cryptachaea kaspi là một loài nhện trong họ Theridiidae.
Loài này thuộc chi Cryptachaea. Cryptachaea kaspi được Herbert Walter Levi miêu tả năm 1963.